# Весела Горка (хутір)
Весела Горка — колишній хутір у Андрушівській волості Житомирського повіту Волинської губернії та Нехворощанській сільській раді Андрушівського району Житомирської і Бердичівської округ.

## Населення
Відповідно до перепису населення СРСР 17 грудня 1926 року, чисельність населення становила 28 осіб, з них 14 чоловіків та 14 жінок; етнічний склад: українців — 28. Кількість домогосподарств — 6, з них неселянського типу — 2.

## Історія
Заснований 1921 року, входив до складу Андрушівської волості Житомирського повіту Волинської губернії.
До червня 1925 року входив до складу Андрушівського району Житомирської округи. У червні 1925 року Андрушівський район передано до складу Бердичівської округи. На 17 грудня 1926 року показаний у підпорядкуванні Нехворощанської сільської ради Андрушівського району. Відстань до центру сільської ради, с. Нехворощ — 2 версти, до районного центру, містечка Андрушівка — 5 верст, до окружного центру у Бердичеві — 27 верст, до найближчої залізничної станції, Андрушівка — 5 верст.
Знятий з обліку населених пунктів до 1 жовтня 1941 року.